# 뇌증
뇌증(腦症, encephalopathy)은 뇌의 질병을 의미한다. 뇌병증(腦病症), 뇌병(腦病), 뇌질환(腦疾患) 등으로도 부른다.

## 병인
- 미토콘드리아뇌병증
- 글리신뇌병증
- 간성뇌증
- 허혈성 저산소뇌병증
- 정적뇌병증
- 요독뇌병증
- 베르니케뇌병변(베르니케뇌증)
- 하시모토뇌병증
- 고혈압성뇌증
- 만성외상성뇌병증
- 라임뇌병증
- 독성뇌병증
- 독성-대사성 뇌병증
- 전염성해면상뇌병증
- 신생아뇌병증
- 살모넬라뇌병증
- 뇌근육병증

## 진단
혈액 검사, 요추천자를 통한 뇌척수액 검사, 신경영상 연구, 뇌전도(EEG) 및 유사 진단 연구를 사용하여 여러 뇌증의 병인을 구별한다.

## 치료
치료 방법은 뇌증의 종류와 심각도에 따라 다양하다. 발작을 줄이거나 중단하기 위해 항경련제를 처방할 수 있다. 식사 및 영양 공급에 변화를 주면 일부 환자에게 도움이 될 수 있다. 극심한 경우 인공투석이나 장기이식수술이 필요할 수 있다.

## 같이 보기
- 뇌손상
- 신경과학

## 참고 문헌
- The Diagnosis of Stupor and Coma by Plum and Posner, ISBN 0-19-513898-8, remains one of the best detailed observational references to the condition.